# Saison 9 des Frères Scott
Chronologie
Saison 8
Cet article présente la neuvième et dernière saison de la série télévisée Les Frères Scott.

## Généralités
- Elle compte 13 épisodes[1] et sa diffusion a débuté aux États-Unis le 11 janvier 2012 sur The CW.
- Début du tournage à partir de fin juin 2011 pour une 1re diffusion américaine en janvier 2012.
- Le 2 novembre 2011 la CW a annoncé les dates de reprises pour la mi-saison et elle annonce que la saison 9 des Frères Scott commencera le 11 janvier 2012[2].
- Le 3 novembre 2011 la CW a dévoilé tous les titres de la saison 9[3]
- La saison 9 est diffusée dans les pays francophones depuis le 28 août 2012 au Québec sur la chaîne Vrak.tv et également en France sur TF6 avant une diffusion sur TF1 depuis le 17 septembre 2012 à 15h20 jusqu’à 17h45 donc 3 épisodes pour la diffusion le 17 septembre et ensuite 1 épisode inédit par jour.
- Cette ultime saison marque également le retour tant attendu de Lucas Scott (Chad Michael Murray).

## Synopsis de la saison
Comment Brooke et Julian vont-ils concilier leur rôle de parents et leurs très jeunes carrières ? Nathan voyageant beaucoup plus en tant qu'agent, comment la vie d'Haley va-t-elle changer avec un second enfant, un Jamie qui grandit et un café à gérer ? Un mariage est-il en préparation pour Quinn et Clay ? Ou pour Micro et Millicent ? Et qu'en sera-t-il d'Alex et Chase et de leur romance en plein essor ?

## Distribution

### Acteurs principaux
- James Lafferty : Nathan Scott (8/13)
- Bethany Joy Lenz : Haley James Scott (13/13)
- Sophia Bush : Brooke Davis Baker (13/13)
- Austin Nichols : Julian Baker (13/13)
- Robert Buckley : Clay Evans (13/13)
- Shantel VanSanten : Quinn James Evans (13/13)
- Jackson Brundage : James "Jamie" Lucas Scott (9/13)
- Lee Norris : Marvin "Micro" McFadden (7/13)
- Lisa Goldstein : Millicent Huxtable (7/13)
- Stephen Colletti : Chase Adams (11/13)
- Tyler Hilton : Chris Keller (11/13)
- Paul Johansson : Dan Scott (11/13)

### Acteurs récurrents & invités
- Jana Kramer : Alex Dupré (épisodes 1 et 2)
- Chelsea Kane : Tara
- Daphne Zuniga : Victoria Davis
- Richard Burgi : Robert "Ted" Davis
- Pierce Gagnon : Logan Evans
- Antwon Tanner : Antwon "Skills" Taylor
- Michael May : Chuck Scolnik
- Devin McGee : Xavier Daniels
- Dax Griffin : Wade
- Andrew Elvis Miller : Dimitri
- Anna Colwell : Frankie Parks
- Chad Michael Murray : Lucas Scott (épisode 7)
- Allison Munn : Lauren (épisodes 3 et 8)
- Scott Holroyd : David Fletcher (épisode 8)
- Barbara Alyn Woods : Deborah Scott (épisodes 8 et 11)
- Craig Sheffer : Keith Scott (épisode 11)
- Bevin Prince : Bevin Mirskey (épisode 13)

## Épisodes

### Épisode 1:Nuits blanches
- États-Unis : 11 janvier 2012[2]
- Québec : 28 août 2012 sur VRAK.TV[4]
- France :
  - 17 septembre 2012 sur TF6
  - 27 mars 2013 sur NT1[5]
- Belgique : 19 septembre 2012 sur Plug RTL
- Suisse : sur RTS Un

- États-Unis : 1,72 million de téléspectateurs[6] (première diffusion)

- Daphne Zuniga (Victoria Davis)
- Richard Burgi (Robert "Ted" Davis)

### Épisode 2:À demi-mot
- États-Unis : 18 janvier 2012
- Québec : 4 septembre 2012 sur VRAK.TV
- France :
  - 17 septembre 2012 sur TF6
  - 28 mars 2013 sur NT1
- Belgique : 22 septembre 2012 sur Plug RTL

- États-Unis : 1,53 million de téléspectateurs[7] (première diffusion)

- Daphne Zuniga (Victoria Davis)
- Richard Burgi (Robert "Ted" Davis)
- Michael May (Chuck Scolnik)

### Épisode 3:Le sens des priorités
- États-Unis : 25 janvier 2012
- Québec : 11 septembre 2012 sur VRAK.TV
- France :
  - 17 septembre 2012 sur TF6
  - 29 mars 2013 sur NT1
- Belgique : 23 septembre 2012 sur Plug RTL

- États-Unis : 1,46 million de téléspectateurs[8] (première diffusion)

- Daphne Zuniga (Victoria Davis)
- Richard Burgi (Robert "Ted" Davis)
- Michael May (Chuck Scolnik)
- Allison Munn (Lauren)

James Lafferty (Nathan Scott) n'est pas présent dans cet épisode. 

### Épisode 4:Faute partagée
- États-Unis : 1er février 2012
- Québec : 18 septembre 2012 sur VRAK.TV
- France :
  - 18 septembre 2012 sur TF6
  - 1er avril 2013 sur NT1
- Belgique : 24 septembre 2012 sur Plug RTL

- États-Unis : 1,52 million de téléspectateurs[9] (première diffusion)

- Chelsea Kane (Tara)
- Antwon Tanner (Antwon « Skills » Taylor)

### Épisode 5:Trop lourd à porter
- États-Unis : 8 février 2012
- France :
  - 19 septembre 2012 sur TF6
  - 2 avril 2013 sur NT1
- Québec : 25 septembre 2012 sur VRAK.TV
- Belgique : 25 octobre 2012 sur Plug RTL

- États-Unis : 1,35 million de téléspectateurs[10] (première diffusion)

- Chelsea Kane (Tara)
- Michael May (Chuck Scolnik)
- Pierce Gagnon (Logan)

### Épisode 6:Besoin d'aide
- États-Unis : 15 février 2012
- France :
  - 20 septembre 2012 sur TF6
  - 3 avril 2013 sur NT1
- Québec : 2 octobre 2012 sur VRAK.TV
- Belgique : 26 octobre 2012 sur Plug RTL

- États-Unis : 1,40 million de téléspectateurs[11] (première diffusion)

- Chelsea Kane (Tara)
- Pierce Gagnon (Logan)

### Épisode 7:Prendre des coups
- États-Unis : 22 février 2012
- France :
  - 21 septembre 2012 sur TF6
  - 4 avril 2013 sur NT1
- Québec : 9 octobre 2012 sur VRAK.TV
- Belgique : 29 octobre 2012 sur Plug RTL

- États-Unis : 1,43 million de téléspectateurs[12] (première diffusion)

- Chad Michael Murray (Lucas Scott)
- Devin McGee (Xavier Daniels)
- Michael May (Chuck Scolnik)

### Épisode 8:À bout de nerfs
- États-Unis : 29 février 2012
- France :
  - 24 septembre 2012 sur TF6
  - 5 avril 2013 sur NT1
- Québec : 16 octobre 2012 sur VRAK.TV
- Belgique : 30 octobre 2012 sur Plug RTL

- États-Unis : 1,57 million de téléspectateurs[13] (première diffusion)

- Barbara Alyn Woods (Deborah Lee)
- Antwon Tanner (Antwon « Skills » Taylor)
- Devin McGee (Xavier Daniels)
- Michael May (Chuck Scolnik)
- Pierce Gagnon (Logan Evans)
- Allison Munn (Lauren)
- Scott Holroyd (David Lee Fletcher)

- James Lafferty (Nathan Scott) n'est pas présent dans cet épisode. L'épisode est marqué par le retour de Barbara Alyn Woods (Deborah Lee) dans la série. Celle-ci vient aider Haley à surmonter l'épreuve qu'elle endure et la convainc d'aller voir Dan.
- Grâce à cet épisode, la saison 9 de One Tree Hill a atteint à nouveau 1,6 million de téléspectateurs.
- Le titre "A rush of blood to the head" est une référence à la chanson et à l'album de Coldplay du même nom.

### Épisode 9:Enfin seuls
- États-Unis : 7 mars 2012
- France :
  - 25 septembre 2012 sur TF6
  - 8 avril 2013 sur NT1
- Québec : 23 octobre 2012 sur VRAK.TV
- Belgique : 31 octobre 2012 sur Plug RTL

- États-Unis : 1,47 million de téléspectateurs[14] (première diffusion)

- Antwon Tanner (Antwon « Skills » Taylor)
- Michael May (Chuck Scolnik)
- Pierce Gagnon (Logan Evans)
- Chelsea Kane (Tara)
- Devin McGee (Xavier Daniels)

### Épisode 10:Ne plus avoir peur
- États-Unis : 14 mars 2012
- France :
  - 26 septembre 2012 sur TF6
  - 9 avril 2013 sur NT1
- Québec : 30 octobre 2012 sur VRAK.TV
- Belgique : 1er novembre 2012 sur Plug RTL

- États-Unis : 1,52 million de téléspectateurs[15] (première diffusion)

- Devin McGee (Xavier Daniels)
- Chelsea Kane (Tara)

### Épisode 11:L'adieu au père
- États-Unis : 21 mars 2012
- France :
  - 26 septembre 2012 sur TF6
  - 10 avril 2013 sur NT1
- Belgique : 2 novembre 2012 sur Plug RTL
- Québec : 6 novembre 2012 sur VRAK.TV

- États-Unis : 1,50 million de téléspectateurs[16] (première diffusion)

- Richard Burgi (Robert "Ted" Davis)
- Pierce Gagnon (Logan Evans)
- Barbara Alyn Woods (Deb Lee)
- Craig Sheffer (Keith Scott)

### Épisode 12:Un trait sur le passé
- États-Unis : 28 mars 2012
- France :
  - 27 septembre 2012 sur TF6
  - 11 avril 2013 sur NT1
- Belgique : 5 novembre 2012 sur Plug RTL
- Québec : 13 novembre 2012 sur VRAK.TV

- États-Unis : 1,34 million de téléspectateurs[17] (première diffusion)

- Daphne Zuniga (Victoria Davis)
- Richard Burgi (Robert "Ted" Davis)
- Michael May (Chuck Scolnik)
- Pierce Gagnon (Logan Evans)
- Antwon Tanner (Antwon "Skills" Taylor)
- Vaughn Wilson (Ferguson « Fergie » Thompson)
- Cullen Moss (Junk Moretti)

Nathan, Jamie et Chris ne sont pas présents dans cet épisode.
Dans une interview, Sophia Bush (Brooke Davis) fait part de sa réaction quant à la réalisation de cet épisode :
"J'ai éclaté en sanglots, et j'ai reconnu que c'était un grand honneur pour moi d'être digne de confiance". Elle ajoute ensuite :
"Tout était vraiment important et tout était vraiment précieux, car je savais que c'était la dernière chance que j'allais avoir de raconter ces histoires, de rendre hommage aux personnages et de vraiment montrer leurs relations. C'était suprêmement important." Sophia déclare ensuite :
"Ces deux derniers épisodes reviennent vraiment à toutes les personnes qui en sont à leur origine et à pourquoi ils se sont battus pour construire ensemble une vie et une communauté." L'actrice ajoute en fin d'interview :
"C'est tellement spécial lorsque vous vous entendez bien avec les personnes avec qui vous travaillez, c'est merveilleux."
Quelques heures avant la sortie de l'épisode sur les écrans américains, Sophia publie sur les réseaux sociaux :

### Épisode 13:La fin d'une histoire
- États-Unis : 4 avril 2012
- France :
  - 28 septembre 2012 sur TF6
  - 12 avril 2013 sur NT1
- Belgique : 6 novembre 2012 sur Plug RTL
- Québec : 20 novembre 2012 sur VRAK.TV[18]

- États-Unis : 1,43 million de téléspectateurs[19] (première diffusion)

- Bevin Prince (Bevin Mirskey)
- Antwon Tanner (Antwon "Skills" Taylor)
- Pierce Gagnon (Logan Evans)
- Michael May  (Chuck Scolnik)
- Daphne Zuniga (Victoria Davis)
- Richard Burgi (Robert "Ted" Davis)
- Gavin DeGraw (lui-même)

- Cet épisode de 50 minutes nommé One Tree Hill marque la fin de la série. Il a été suivi d'interviews avec la distribution.
- Cet épisode est diffusé sur internet (avant sa diffusion originale sur The CW) depuis le 31 mars 2012 sur la toile à la suite d'un piratage.
- Cet épisode marque le retour de Bevin Mirskey

## Audiences aux États-Unis
La neuvième et dernière saison de Les Frères Scott  (One Tree Hill) a réuni 1,48 million de téléspectateurs américains.
| N° Épisode | Titre anglais                         | Chaîne | Date de diffusion originale | États-Unis (en millions de téléspectateurs) |
| ---------- | ------------------------------------- | ------ | --------------------------- | ------------------------------------------- |
| 1          | Know This, We've Noticed              | The CW | 12 janvier 2012             | 1,72                                        |
| 2          | In The Room Where You Sleep           | The CW | 18 janvier 2012             | 1,53                                        |
| 3          | Love The Way You Lie                  | The CW | 25 janvier 2012             | 1,46                                        |
| 4          | Don't You Want To Share The Guilt?    | The CW | 1er février 2012            | 1,52                                        |
| 5          | The Killing Moon                      | The CW | 8 février 2012              | 1,35                                        |
| 6          | Catastrophe & The Cure                | The CW | 15 février 2012             | 1,40                                        |
| 7          | Last Know Surroundings                | The CW | 22 février 2012             | 1,43                                        |
| 8          | A Rush Of Blood To The Head           | The CW | 29 février 2012             | 1,57                                        |
| 9          | Every Breath Is A Bomb                | The CW | 7 mars 2012                 | 1,47                                        |
| 10         | Hardcore Will Never Die, But You Will | The CW | 14 mars 2012                | 1,52                                        |
| 11         | Danny Boy                             | The CW | 21 mars 2012                | 1,50                                        |
| 12         | Anyone Who Had A Heart                | The CW | 28 mars 2012                | 1,34                                        |
| 13         | One Tree Hill                         | The CW | 4 avril 2012                | 1,43                                        |